# Ентерохромафінна клітина
Ентерохромафінні клітини (англ. Enterochromaffin cells; синоніми: EC-клітини, англ. EC cells, клітини Кульчицького, англ. Kulchitsky cells) — ентероендокринні клітини епітеліальної виробки шлунково-кишкові, кишково-кишкові, шлунково-кишкові. Складають найбільш численну популяцію ентероендокринних клітин, що простягається від нижнього стравохідного сфінктера до ануса. Близько 90 % всього синтезованого в тілі людини серотоніну утворюється в ентерохромафінних клітинах. С.
Серотонін стимулює секрецію травних ферментів, виділення слизу, рухову активність.
Названий на честь гістолога і міністра народної освіти Російської Імперії Миколи Кульчицького (1856 — 1925), який відкрив їх.